# Alexander Johansson (ishockeyspelare)
Alexander Carl Michael Johansson, född 30 november 1988 i Gislaved, är en svensk före detta professionell ishockeyspelare. Johanssons moderklubb är Gislaveds SK, men han inledde seniorkarriären med IF Troja-Ljungby som han var med att spela upp från Division 1 till Hockeyallsvenskan säsongen 2007/08. Därefter spelade han två säsonger för Rögle BK, som han var med att spela upp från Hockeyallsvenskan till SHL säsongen 2011/12. Därefter tillbringade han fyra säsonger med Växjö Lakers HC i SHL med vilka han vann SM-guld säsongen 2014/15.
Från 2016/17 till 2018/19 spelade Johansson för Färjestad BK. Därefter gjorde han sin första säsong utomlands då han representerade den tyska klubben Grizzly Adams Wolfsburg i Deutsche Eishockey Liga. Vid sin återkomst till Sverige säsongen därpå tillbringade han inledningen av säsongen 2020/21 med Halmstad Hammers i Hockeyettan, innan han värvades av Linköping HC. I juli 2022 bekräftade Johansson att han avslutat sin karriär som ishockeyspelare.

## Karriär

### Klubblag

#### 2005–2010: IF Troja-Ljungby
Johansson påbörjade sin ishockeykarriär i moderklubben Gislaveds SK. Som junior spelade han för IF Troja-Ljungby, där han under säsongen 2005/06 gjorde debut med seniorlaget då han spelade tre matcher i Division 1. Den följande säsongen kombinerade Johansson spel i klubbens J20-lag och seniorlaget i Division 1. I sin första riktiga säsong i Division 1 stod han för 17 poäng, varav tio mål på 38 grundseriematcher. Säsongen 2007/08 var han med och spelade upp klubben från Division 1 till Hockeyallsvenskan sedan laget vunnit Division 1F, Allettan Södra, playoff 3 mot Enköpings SK HK med 2–0 i matcher och slutligen kvalserien. Johansson gjorde sin dittills bästa grundserie i Division 1 då han stod för 35 poäng på 37 matcher (17 mål, 18 assist).
Johansson gjorde debut i Hockeyallsvenskan den 17 september 2008 då Troja-Ljungby besegrades mot Leksands IF med 10–2. Senare samma säsong, den 14 november, noterades han för sitt första mål i Hockeyallsvenskan, på Marcus Lundell, då han gjorde det sista och matchavgörande målet till 5–4 i numerärt underläge i en match mot IK Oskarshamn. I grundserien stod Johansson för 21 poäng, varav 4 mål, på 44 matcher. Laget slutade på sjunde plats i tabellen och slogs ut i playoff till kvalserien av Växjö Lakers HC med 2–0 i matcher. Den efterföljande säsongen kom att bli Johanssons sista med Troja-Ljungby. Inför säsongen utsågs han till assisterande lagkapten. Laget misslyckades att ta sig vidare till slutspel och Johansson stod för 22 poäng, varav två mål, på 46 grundseriematcher.

#### 2010–2016: Rögle BK, Växjö Lakers och SM-guld

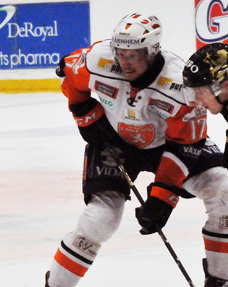
Johansson med Växjö Lakers HC 2013.

Den 18 april 2010 bekräftades det att Johansson lämnat Troja-Ljungby för spel med Rögle BK, med vilka han skrivit ett ettårsavtal. I början av 2011 ådrog sig Johansson en skada och missade därför elva matcher av grundserien. Han stod för 17 poäng på 41 grundseriematcher (åtta mål, nio assist). Rögle slutade på andra plats i grundserien och i Kvalserien till Elitserien i ishockey 2011 slutade laget på fjärde plats och misslyckades därmed att avancera till Elitserien. I sin andra säsong i klubben ådrog Johansson sig en skada den 4 november 2011 under en match mot IF Sundsvall Hockey och var inte tillbaka i spel förrän i slutet av december samma år. På 35 matcher noterades han för 23 poäng, varav 13 mål, och Rögle slutade på femte plats i grundserien. Tack vare seger i förkvalserien tog sig laget återigen till Kvalserien till Elitserien i ishockey 2012, där man slutade på andra plats och därmed avancerade till Elitserien. I Kvalserien stod Johansson för sju poäng på tio matcher, fördelat på tre mål och fyra assist.
Den 11 april 2012 skrev Johansson ett tvåårskontrakt för Växjö Lakers HC i SHL (då Elitserien). Han gjorde riktigt debut i ligan då han fick speltid i en match mot Frölunda HC den 18 november 2012. Senare samma månad, den 24 september, noterades han för sitt första SHL-mål, på Christian Engstrand i en 8–3-förlust mot Linköping HC. Laget slutade på tionde plats i serien och Johansson stod för elva poäng på 50 grundseriematcher. Johansson missade endast en match av den nästföljande säsongen och gjorde 15 poäng på 54 matcher (sex mål, nio assist). Växjö tog sig för första gången i historien till SM-slutspel där man slog ut Luleå i kvartsfinal med 4–2 i matcher, innan man besegrades av Färjestad BK med 4–2 i semifinalserien. Johansson var Växjös poängbästa spelare i slutspelet med tio poäng och var tillsammans med Robert Rosén den som gjorde flest mål i laget.
Den 4 mars 2014 förlängde Johansson sitt avtal med Växjö med ytterligare två säsonger. Inför säsongen utsågs han till assisterande lagkapten i Växjö. Likt föregående säsong stod han för 15 poäng i grundserien (sju mål, åtta assist). I SM-slutspelet slog Växjö ut både Örebro HK och Frölunda HC (båda med 4–2 i matcher i kvarts-, respektive semifinal) innan man tog sitt första SM-guld via en 4–2-seger i matchserien mot Skellefteå AIK. Säsongen 2015/16 kom att bli Johanssons sista med Växjö. Det blev också han poängmässigt bästa i klubben då han stod för 18 poäng (nio mål, nio assist) på 43 grundseriematcher. Laget misslyckades att försvara sitt SM-guld då man i semifinalserien förlorade mot Skellefteå AIK med 4–3 i matcher.

#### 2016–2022: Färjestad, Wolfsburg, Halmstad och Linköping
Den 21 april 2016 bekräftades det att Johansson skrivit ett tvåårsavtal med Färjestad BK. Han utsågs omgående till en av lagets assisterande lagkaptener. I slutet av grundserien, i en match mot Frölunda HC den 5 februari 2017, tacklade Johansson motståndaren Jonathan Sigalet och blev därefter avstängd i fem matcher, samt fick böta 39 100 kronor. I sin första säsong med klubben gjorde Johansson sin poängmässigt bästa grundserie i SHL. På 47 matcher stod han för 32 poäng (15 mål, 17 assist) och slutade på andra plats i lagets interna poängliga. I SM-slutspelet slog Färjestad ut Djurgårdens IF med 2–1 i play-in, innan man slogs ut med 4–0 i matcher i kvartsfinalserien av HV71. Johansson var, tillsammans med Joel Eriksson Ek, lagets poängbästa spelare med sex poäng på sju matcher (tre mål, tre assist).
Strax innan Johanssons andra säsong i Färjestad, meddelades det den 15 augusti 2017 att han förlängt han sitt avtal med ytterligare tre år. Inför denna säsong efterträdde han också Magnus Nygren som lagkapten för Färjestad. Han missade inledningen av säsongen efter att ha ådragit sig en skada under en av försäsongsmatcherna. Han var tillbaka i spel i slutet av oktober 2017, men hann bara spela fyra matcher innan han återigen skadat sig. Han missade fem matcher under andra halvan av november och var tillbaka i spel den 1 december 2017. Totalt spelade han endast 28 grundseriematcher under säsongens gång och noterades för elva poäng, varav fem mål. I SM-slutspelet slogs laget ut av Skellefteå AIK i kvartsfinalserien med 4–2 i matcher.
I inledningen av säsongen 2018/19 lämnade Johansson över rollen som lagkapten till Mikael Wikstrand. En ryggoperation i slutet av november 2018 gjorde att Johansson missade större delen av grundserien. Han spelade endast 14 matcher där han gjorde fyra assistpoäng. Färjestad vann grundserien och slog ut HV71 i kvartsfinal med 4–3 i matcher. Därefter slogs man ut i semifinalserien av Djurgårdens IF med samma siffror. På 14 slutspelsmatcher stod Johansson för ett mål och en assist. Säsongen kom att bli Johanssons sista med Färjestad då det den 7 maj 2019 meddelades att klubben valt att avsluta avtalet i förtid.
Den 12 juni 2019 stod det klart att Johansson lämnat Sverige för spel med den tyska klubben Grizzly Adams Wolfsburg i DEL. Han gjorde DEL-debut den 13 september samma år i en 4–1-förlust mot Eisbären Berlin. I sin andra match för klubben, den 15 september, noterades han för sitt första mål i ligan, på Dustin Strahlmeier, i en 5–3-seger mot Schwenninger Wild Wings. Totalt spelade Johansson 43 grundseriematcher för Wolfsburg och noterades för åtta mål och lika många assistpoäng. Laget slutade på nionde plats i tabellen och det efterföljande slutspelet ställdes in på grund av Coronaviruspandemin 2019–2021.
Efter en säsong i Tyskland återvände Johansson till Sverige där han var klubblös fram tills det den 22 oktober 2020 meddelades att han skrivit ett avtal med Halmstad Hammers i Hockeyettan. I den första omgången av Vårettan Södra noterades Johansson för ett hat trick då Halmstad besegrade KRIF Hockey med 4–3. På 22 matcher med Halmstad stod Johansson för 26 poäng, varav tolv mål. Den 24 januari 2021 meddelades det att Johansson skrivit ett avtal med Linköping HC i SHL för återstoden av säsongen. Den 8 maj 2021 bekräftades det att Johansson förlängt sitt avtal med Linköping med ytterligare två år. Den följande säsongen spelade Johansson samtliga 52 matcher i grundserien och producerade fyra mål och nio assistpoäng.
Den 26 juli 2022 bekräftade Johansson att han avslutat sin karriär som ishockeyspelare.

### Landslag
Johansson gjorde A-landslagsdebut den 9 januari 2017 under Sweden Hockey Games i en match mot Tjeckien. Totalt spelade han tre A-landskamper.

## Statistik
| 2005–06                  | IF Troja-Ljungby         | Div. 1                   | 3   | 0  | 0  | 0   | 2   | —  | —  | —  | —  | —  |
| 2006–07                  | IF Troja-Ljungby         | Div. 1                   | 38  | 10 | 7  | 17  | 44  | 2  | 0  | 0  | 0  | 4  |
| 2007–08                  | IF Troja-Ljungby         | Div. 1                   | 37  | 17 | 18 | 35  | 58  | 8  | 1  | 3  | 4  | 12 |
| 2008–09                  | IF Troja-Ljungby         | HA                       | 44  | 4  | 17 | 21  | 38  | 2  | 1  | 0  | 1  | 0  |
| 2009–10                  | IF Troja-Ljungby         | HA                       | 46  | 2  | 20 | 22  | 38  | —  | —  | —  | —  | —  |
| 2010–11                  | Rögle BK                 | HA                       | 41  | 8  | 9  | 17  | 30  | 10 | 1  | 3  | 4  | 10 |
| 2011–12                  | Rögle BK                 | HA                       | 35  | 13 | 10 | 23  | 22  | 10 | 3  | 4  | 7  | 8  |
| 2012–13                  | Växjö Lakers HC          | Elitserien               | 50  | 5  | 6  | 11  | 12  | —  | —  | —  | —  | —  |
| 2013–14                  | Växjö Lakers HC          | SHL                      | 54  | 6  | 9  | 15  | 34  | 12 | 6  | 4  | 10 | 14 |
| 2014–15                  | Växjö Lakers HC          | SHL                      | 51  | 7  | 8  | 15  | 61  | 18 | 0  | 1  | 1  | 8  |
| 2015–16                  | Växjö Lakers HC          | SHL                      | 43  | 9  | 9  | 18  | 18  | 13 | 1  | 3  | 4  | 6  |
| 2016–17                  | Färjestad BK             | SHL                      | 47  | 15 | 17 | 32  | 58  | 7  | 3  | 3  | 6  | 2  |
| 2017–18                  | Färjestad BK             | SHL                      | 28  | 5  | 6  | 11  | 18  | 6  | 1  | 1  | 2  | 6  |
| 2018–19                  | Färjestad BK             | SHL                      | 14  | 0  | 4  | 4   | 26  | 14 | 1  | 1  | 2  | 8  |
| 2019–20                  | Grizzly Adams Wolfsburg  | DEL                      | 43  | 8  | 8  | 16  | 36  | —  | —  | —  | —  | —  |
| 2020–21                  | Halmstad Hammers         | Div. 1                   | 22  | 12 | 14 | 26  | 4   | —  | —  | —  | —  | —  |
| 2020–21                  | Linköping HC             | SHL                      | 10  | 3  | 2  | 5   | 0   | —  | —  | —  | —  | —  |
| 2021–22                  | Linköping HC             | SHL                      | 52  | 4  | 9  | 13  | 22  | —  | —  | —  | —  | —  |
| SHL totalt               | SHL totalt               | SHL totalt               | 349 | 54 | 70 | 124 | 249 | 70 | 12 | 13 | 25 | 44 |
| Hockeyallsvenskan totalt | Hockeyallsvenskan totalt | Hockeyallsvenskan totalt | 166 | 27 | 56 | 83  | 128 | 22 | 5  | 7  | 12 | 18 |